# مارينا لوباتش
مارينا فيكنتسيفنا لوباتش (البيلاروسية: Марина Викенцевна Лобач ، الروسية: Марина Выкентиевна Лобач ؛ من مواليد 26 يونيو 1970) هي لاعبة جمباز إيقاعية سوفيتية سابقة. هي البطلة الأولمبية لعام 1988 ، الحائزة على الميدالية الذهبية العالمية عام 1987 في الطوق والميدالية الذهبية الأوروبية لعام 1988 في الحبل والشريط.